# Anatolia Story
Anatolia Story (jap. 天は赤い河のほとり, Sora wa Akai Kawa no Hotori, dt. „Der Himmel befindet sich am Ufer des Roten Flusses“) ist eine abgeschlossene Manga-Serie der japanischen Zeichnerin Chie Shinohara, die dem Shōjo-Genre zuzuordnen ist. Die Geschichte erzählt von einem modernen Mädchen, das aus ihrem Alltag ins alte Anatolien gerissen wird.

## Handlung
Yuri Suzuki, eine 15-jährige japanische Mittelschülerin, hat gerade von ihrem Freund Himuro ihren ersten Kuss bekommen, als sie nach einem Kinobesuch mit ihm von unheimlichen Armen durch eine Pfütze in die Vergangenheit gezogen wird. Dort, im alten Anatolien zur Zeit der Hethiter und des ägyptischen Pharaos Tutenchamun, will Königin Nakia ihren eigenen Sohn Judah zum König machen, doch dafür müssen erst die anderen fünf Prinzen – die alle unterschiedliche Mütter haben – beseitigt werden. Um dies zu erreichen, will sie die Prinzen mit einem tödlichen Fluch belegen, wofür sie Yuri, die sie mit ihren Zauberkräften aus ihrer Zeit entführt hat, als Menschenopfer benutzen will.
Kail (historisch Kail Mursili II.), der drittgeborene Prinz des Reiches, rettet Yuri vor der Königin und verspricht ihr, sie in ihre Heimat zurückzubringen, doch damit Yuri zurückkehren kann, muss sie viele Hindernisse überwinden. Um sie zu schützen, erklärt Kail Yuri zur Inkarnation von Ishtar, der mesopotamischen Göttin des Krieges und der Liebe, und zu seiner persönlichen Geliebten. Yuri und Kail verlieben sich mit der Zeit heftigst ineinander und müssen sich häufig gegen die Intrigen Nakias und die politischen Unruhen dieser Ära behaupten, die in dieser Geschichte meist von Nakia selbst angezettelt werden; bei ihren Bemühungen, diese Verschwörungen wieder ins Lot zu bringen, trägt Yuri entscheidend zur geschichtlichen Entwicklung des Hethiterreiches zu jener Zeit bei. Am Ende gelingt es beiden, Nakia unschädlich zu machen, auch wenn es viele Opfer kostet; Yuri entschließt sich, für den Rest ihres Lebens in Anatolien zu bleiben, und wird am Ende zur Tawananna, der Königin des Reiches, gekrönt.

## Veröffentlichungen
Anatolia Story erschien in Japan von 1995 bis 2002 in Einzelkapiteln im Manga-Magazin Shōjo Comic. Diese Einzelkapitel wurden vom Shogakukan-Verlag auch in 28 Sammelbänden zusammengefasst. Der Manga hatte in Japan eine Gesamtauflage von über 16 Millionen Exemplaren.
Auf Deutsch erschien Anatolia Story in Einzelkapiteln im Magazin Manga Twister von Egmont Manga und Anime und wurde seit August 2005 auch als Sammelbände veröffentlicht, bis März 2011 sind alle 28 Bände erschienen. Der Manga wurde als Red River auch ins Englische und als Il Cielo Vicino al Fiume Rosso ins Italienische übersetzt. Eine chinesische Fassung erschien bei Tong Li.
Zu der Serie wurde in Japan auch ein Fan-Artbook herausgegeben, welches unter anderem eine Geschichte beinhaltet, in der Yuris erster Freund, den sie hatte, bevor sie in die Vergangenheit entführt wurde, als Archäologe im heutigen Anatolien die auf Tonplatten verfasste Geschichte der Regentschaft Kail Mursilis und seiner Königin Yuri Ishtar findet.

## Adaptionen
Von 1997 bis 2003 erschienen in Japan acht Hörspiel-CDs auf Grundlage des Mangas. Am 24. Februar 1999 erschien ein Artbook, am 26. Juli 2002 folgte ein Fanbook zum Manga. 2007 wurden zwei Romane zu Anatolia Story veröffentlicht.

## Rezeption
Chie Shinohara wurde für Anatolia Story 2001 mit dem 46. Shōgakukan-Manga-Preis in der Kategorie Shōjo ausgezeichnet.
In der deutschen Zeitschrift MangasZene wird Anatolia Story als spannende Geschichte beschrieben, die voller Wendungen und Intrigen sei, bei der allerdings allzu oft besonders liebgewonnene Charaktere sterben.